# Kobylin-Borzymy (gmina)
Kobylin-Borzymy (do 1939 gmina Piszczaty; 1945–54 gmina Kobylin) – gmina wiejska w województwie podlaskim, w powiecie wysokomazowieckim. W latach 1975–1998 gmina położona była w województwie łomżyńskim.
Siedziba gminy to Kobylin-Borzymy.
Według danych z 30 czerwca 2004 gminę zamieszkiwało 3675 osób, a w 2010 już 3469 osób.

## Struktura powierzchni
Według danych z roku 2002 gmina Kobylin-Borzymy ma obszar 119,6 km², w tym:
- użytki rolne: 74%
- użytki leśne: 19%

Gmina stanowi 9,33% powierzchni powiatu.

## Demografia

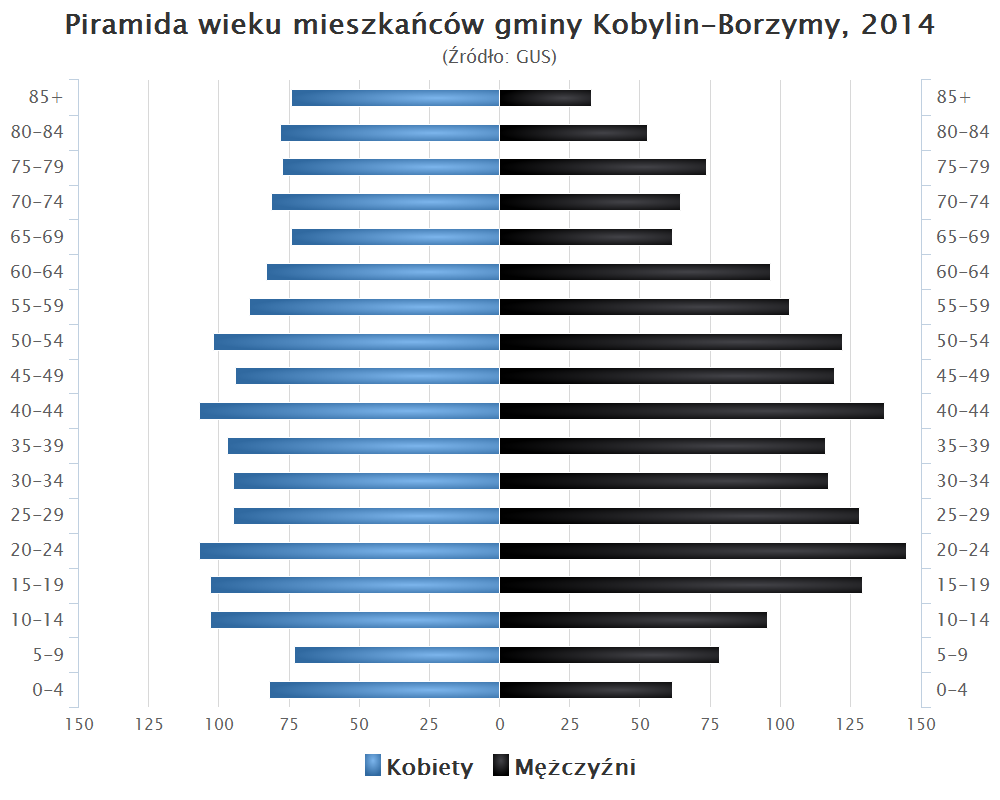
Piramida wieku mieszkańców gminy Kobylin-Borzymy w 2014 roku

Dane z 30 czerwca 2004:
| Opis                              | Ogółem | Ogółem | Kobiety | Kobiety | Mężczyźni | Mężczyźni |
| --------------------------------- | ------ | ------ | ------- | ------- | --------- | --------- |
| jednostka                         | osób   | %      | osób    | %       | osób      | %         |
| populacja                         | 3675   | 100    | 1792    | 48,8    | 1883      | 51,2      |
| gęstość zaludnienia (mieszk./km²) | 30,7   | 30,7   | 15      | 15      | 15,7      | 15,7      |

## Miejscowości
Franki-Dąbrowa, Franki-Piaski, Garbowo-Kolonia, Kierzki, Kłoski-Młynowięta, Kłoski-Świgonie, Kobylin-Borzymy, Kobylin-Cieszymy, Kobylin-Kruszewo, Kobylin-Kuleszki, Kobylin-Latki, Kobylin-Pieniążki, Kobylin-Pogorzałki, Kropiewnica-Gajki, Kropiewnica-Racibory, Kurowo, Kurowo-Kolonia, Kurzyny, Makowo, Milewo Zabielne, Mojki, Nowe Garbowo, Piszczaty-Kończany, Piszczaty-Piotrowięta, Pszczółczyn, Sikory-Bartkowięta, Sikory-Bartyczki, Sikory-Janowięta, Sikory-Pawłowięta, Sikory-Piotrowięta, Sikory-Tomkowięta, Sikory-Wojciechowięta, Stare Garbowo (Garbowo Stare), Stare Wnory, Stypułki-Borki, Stypułki-Szymany, Stypułki-Święchy, Wnory-Kużele, Wnory-Wandy, Zalesie Łabędzkie.

## Sąsiednie gminy
Choroszcz, Kulesze Kościelne, Rutki, Sokoły, Tykocin, Zawady